# Okhaldhunga
Okhaldhunga é uma cidade do Nepal.